# Catherine Naglestad
Catherine Naglestad es una soprano estadounidense nacida en San José, en el área de la bahía de San Francisco, California de importante actuación europea.
De ascendencia escandinava, estudió en el Conservatorio de San Francisco perfeccionándose en Roma, Milán y Nueva York.
Ha cantado en Salzburgo, Bregenz, Edinburgh, Baden-Baden, Dresde, Múnich, Ruhr Triennale, Budapest Spring Festival, Osaka International Festival, Hong Kong Arts Festival , Suntory Hall en Tokio, Covent Garden, la Ópera de San Francisco , Dallas, Paris (Bastille y Palais Garnier), Lyon, Marsella, Berlín (Staatsoper y Deutsche Oper Berlin), Dusseldorf, Frankfurt, Hamburg y especialmente en Stuttgart Staatsoper.
Su repertorio incluye Norma, Alceste, Alcina, Rodelinda, Melissa/Amadigi, Nedda, Poppea, Vitellia, Donna Elvira, Fiordiligi, Konstanze, Musetta, Liù, Tosca, Aida, Elisabetta/Don Carlos, Leonore/Il Trovatore, Amelia/Ballo in maschera, Violetta, Dejanira/Royal Palace, Catherine/Der Protagonist, Herzogin von Parma/Doktor Faust y Salomé.

## Discografía
- Gluck: Alceste / Carydis - DVD
- Handel: Alcina / Hacker - DVD
- Mozart: Die Entführung aus dem Serail / Zagrozek - DVD
- Mozart: La Clemenza Di Tito / Cambreling - DVD